# Gongzheng
Gongzheng (kinesiska: 公正, 公正满族乡) är en socken i Kina. Den ligger i provinsen Heilongjiang, i den nordöstra delen av landet, omkring 39 kilometer sydväst om provinshuvudstaden Harbin. Antalet invånare är 21 683. Befolkningen består av 10 524 kvinnor och 11 159 män. Barn under 15 år utgör 13,0 %, vuxna 15-64 år 79 %, och äldre över 65 år 6,0 %.
Genomsnittlig årsnederbörd är 728 millimeter. Den regnigaste månaden är juli, med i genomsnitt 160 mm nederbörd, och den torraste är januari, med 6 mm nederbörd.